# Nikolai Jurjewitsch Sograf

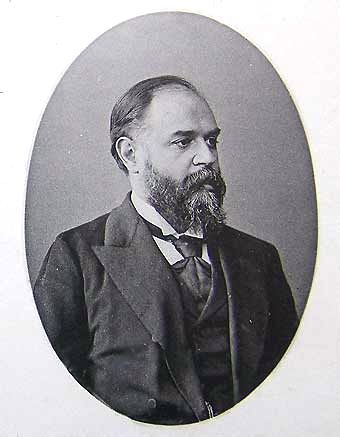
Nikolai Jurjewitsch Sograf

Nikolai Jurjewitsch Sograf (russisch Николай Юрьевич Зограф; * 9. Maijul. / 21. Mai 1851greg. in Ljubim; † 1919 in Moskau) war ein russischer Zoologe, Anthropologe und Hochschullehrer.

## Leben
Sografs Vater Georgi (Juri) Christoforowitsch Sograf (1818–1871) war griechischer Herkunft, diente in der Kaiserlich Russischen Armee und wurde Richter in Ljubim. Sografs Mutter Awdotja (Jewdokija) Iwanowna geborene Filissowa (1830–1902) stammte aus einer adligen Familie mit Teilnehmern des Französisch-Russischen Krieges 1812. Sograf wuchs im Dorf Dorskoje auf und kam als Achtjähriger nach Jaroslawl.
1862–1868 besuchte Sograf in Moskau das 4. Jungengymnasium, das er mit einer Silbermedaille verließ. Darauf studierte er an der physikalisch-mathematischen Fakultät der Universität Moskau (MGU) in der naturwissenschaftlichen Abteilung mit Abschluss 1872. Anschließend arbeitete er auf Aufforderung der Kaiserlichen Gesellschaft der Freunde der Naturwissenschaft, Anthropologie und Ethnographie (OLJeAE) als Präparator im Zoologischen Museum der MGU. 1873 wurde er Mitglied der  OLJeAE.
1872–1874 reiste Sograf nach Italien und Frankreich und besuchte zoologische Museen und meeresbiologische Stationen, so auch die Zoologische Station Neapel und das Observatoire océanologique de Villefranche-sur-Mer. 1874–1884 lehrte er Geographie und Naturgeschichte an der Moskauer Handelsschule. Daneben war er ab 1876 außerplanmäßiger Assistent  und ab Dezember 1877 Kustos im Zoologischen Museum der MGU. 1878–1890 lehrte er an der Moskauer Akademie für praktische Handelswissenschaften und an zwei Instituten für adlige Töchter. 1881–1886 hielt er Vorlesungen über Zoologie und Methodik der Naturwissenschaft in der Gesellschaft zur Förderung der Gouvernanten und Lehrerinnen.
1877 reiste Sograf in die Kanin-Tundra und auf die Kanin-Halbinsel und studierte die Samojeden. Er führte Ausgrabungen auf Kurganen in Sibirien und anthropometrische Messungen im mittleren Russland durch. Die Ergebnisse wurden in den Iswestija der OLJeAE veröffentlicht.  1878–1890 war er Vorsitzender der Abteilung für Ichthyologie der Kaiserlich Russischen Gesellschaft für Akklimatisation von Tieren und Pflanzen, die eine wichtige Rolle bei der Erforschung der Fische des Landes und Entwicklung der Fischzucht spielte. Er war lange Zeit Assistent des Leiters der Abteilung für Anthropologie der OLJeAE Dmitri Nikolajewitsch Anutschin.
1883 verteidigte Sograf seine Magister-Dissertation über die embryonale Entwicklung der Hundertfüßer Geophilus ferrugineus und Geophilus proximus, worauf er im Oktober 1884 Privatdozent und Sekretär der  OLJeAE wurde. Ab 1885 leitete er den Histologie-Kurs an der MGU. 1887 verteidigte er für die Promotion zum Doktor der Zoologie an der Kaiserlichen Neurussischen Universität in Odessa seine Dissertation über den Bau des Sterlets. Ende 1888 wurde er außerordentlicher Professor, im Mai 1898 ordentlicher Professor und im Dezember 1909 Verdienter Professor der MGU. Zu seinen Schülern gehörten Nikolai Wassiljewitsch Bogojawlenski, Alexei Dmitrijewitsch Nekrassow, Sergei Alexejewitsch Sernow, Lew Semjonowitsch Berg und Ernest Georgijewitsch Bekker.
1891 gründete Sograf für die Moskauer Gesellschaft der Naturforscher die Hydrobiologische Station am Glubokoje-See im Westen Moskaus zwischen Rusa und Swenigorod, die 1916 Sografs Namen erhielt. Er war Mitglied der 1899 gegründeten Moskauer Gesellschaft der Freunde der Aquaristik und Zimmerpflanzen und beteiligte sich an der Durchführung der ersten Aquaristik-Ausstellungen. 1911 initiierte er die Gründung des Laboratoriums für Histologie in der MGU. Ab 1912 hielt er eine Vorlesung über experimentelle Zoologie, die der Beginn des Genetik-Unterrichts war.
1890 wurde Sograf vom Ujesd Rusa zum Abgeordneten in der Moskauer Adelsversammlung gewählt. Er wurde 1891 Abgeordneter im Rusaer Ujesd-Semstwo und 1894 im Moskauer Gouvernementssemstwo. Er war an der Gründung des Rusaer Bezirksmuseums 1906 beteiligt.
Sograf war verheiratet mit Sinaida Jewgrafowna geborene Saigina und hatte 4 Töchter und 2 Söhne. Jelena war Ärztin und Porzellan-Künstlerin. Juri war Zoologe wie sein Vater. Alexander war  Historiker und leitete die Numismatik-Abteilung der St. Petersburger Eremitage.
Sograf hatte 4 Schwestern und 3 Brüder. Alexandra Jurjewna Sograf-Dulowa (1850–1919) war Pianistin, Schülerin Nikolai Grigorjewitsch Rubinsteins und Großmutter der Harfenistin Wera Georgijewna Dulowa. Konstantin Jurjewitsch Sograf (1854–1927) war Chemiker und erster Direktor des Moskauer Chemisch-Technologischen Instituts (MChTI). Walentina Jurjewna Sograf-Plaksina (1866–1930) war Pianistin, erste Direktorin der frei zugänglichen Musikschule am Moskauer Konservatorium und Hochschullehrerin.
Sograf wurde im Moskauer Strastnoi-Kloster begraben.

## Ehrungen
- Ritter der Ehrenlegion[10]